# Sportclub Preußen 06 Münster 2005-2006
Questa voce raccoglie le informazioni riguardanti lo Sportclub Preußen 06 Münster nelle competizioni ufficiali della stagione 2005-2006.

## Stagione
Nella stagione 2005-2006 il Preussen Münster, allenato da Colin Bell, Stefan Grädler e Hans-Werner Moors, concluse il campionato di Regionalliga nord al 15º posto e fu retrocesso in Oberliga.

## Rosa
| N. |                        | Ruolo | Calciatore         |
| -- | ---------------------- | ----- | ------------------ |
| 1  | Germania (bandiera)    | P     | Frederik Gößling   |
| 3  | Germania (bandiera)    | D     | Steffen Kocholl    |
| 5  | Germania (bandiera)    | D     | Manuel Schupp      |
| 6  | Germania (bandiera)    | D     | Dennis Probst      |
| 7  | Germania (bandiera)    | C     | Jörn Heineke       |
| 8  | Stati Uniti (bandiera) | C     | Grover Gibson      |
| 9  | Germania (bandiera)    | C     | Domenico Cozza     |
| 10 | Germania (bandiera)    | C     | Athanasios Noutsos |
| 11 | Turchia (bandiera)     | A     | Sercan Güvenışık   |
| 12 | Germania (bandiera)    | A     | Carsten Gockel     |
| 13 | Germania (bandiera)    | C     | Jens Bäumer        |
| 15 | Paesi Bassi (bandiera) | A     | Paul Weerman       |
| 16 | Germania (bandiera)    | P     | Daniel Tsiflidis   |

| N. |                     | Ruolo | Calciatore        |
| -- | ------------------- | ----- | ----------------- |
| 17 | Germania (bandiera) | C     | Sven Kegel        |
| 18 | Germania (bandiera) | C     | Rafael Figueiredo |
| 18 | Germania (bandiera) | A     | Tino Milde        |
| 19 | Germania (bandiera) | C     | Stephan Brox      |
| 20 | Germania (bandiera) | C     | Robert Niestroj   |
| 21 | Germania (bandiera) | C     | Ansgar Brinkmann  |
| 22 | Germania (bandiera) | D     | Oliver Beer       |
| 23 | Germania (bandiera) | D     | Arne Tammen       |
| 27 | Germania (bandiera) | D     | Peter Schyrba     |
| 29 | Germania (bandiera) | D     | Sebastian Plate   |
| 30 | Germania (bandiera) | C     | Stephan Küsters   |
| 33 | Italia (bandiera)   | A     | Giancarlo Fiore   |

## Organigramma societario
Area tecnica
- Allenatore: Hans-Werner Moors
- Allenatore in seconda: Bernd Heemsoth
- Preparatore dei portieri: Jörg Jüttner
- Preparatori atletici:
- Analisi video:

## Calciomercato

### Sessione estiva
| Acquisti | Acquisti             | Acquisti              | Acquisti |
| R.       | Nome                 | da                    | Modalità |
| -------- | -------------------- | --------------------- | -------- |
| A        | Kwaku Afriyie        | St. Pauli U19         |          |
| A        | Ömer Aktas           | Werder Brema II       |          |
| C        | Konstantinos Bougias | Borussia Dortmund U19 |          |
| D        | Steffen Kocholl      | Stoccarda II          |          |
| C        | Athanasios Noutsos   | Uerdingen 05          |          |
| D        | Sebastian Plate      | Borussia M'gladbach   |          |
| D        | Dennis Probst        | Magonza               |          |
| P        | Daniel Tsiflidis     | Aalen                 |          |

| Cessioni | Cessioni         | Cessioni         | Cessioni |
| R.       | Nome             | a                | Modalità |
| -------- | ---------------- | ---------------- | -------- |
| A        | Steffen Bury     | SV Wilhelmshaven |          |
| A        | Marcus Fischer   | Gütersloh        |          |
| C        | Oliver Logermann | SV Emsdetten 05  |          |
| D        | Ferry Manteufel  | Brinkumer SV     |          |
| D        | Mario Neunaber   | Kickers Emden    |          |
| P        | André Poggenborg | Duisburg         |          |
| D        | Matthias Rose    | Osnabrück II     |          |
| C        | Tobias Schäper   | RW Oberhausen    |          |
| A        | Sören Seidel     | Kleve            |          |

### Sessione invernale
| Acquisti | Acquisti        | Acquisti       | Acquisti |
| R.       | Nome            | da             | Modalità |
| -------- | --------------- | -------------- | -------- |
| C        | Domenico Cozza  | Coblenza       |          |
| C        | Grover Gibson   | Jahn Ratisbona |          |
| C        | Robert Niestroj | Grindavík      |          |

| Cessioni | Cessioni             | Cessioni                          | Cessioni |
| R.       | Nome                 | a                                 | Modalità |
| -------- | -------------------- | --------------------------------- | -------- |
| C        | Alexander Leifeld    | Template:Calcio Grün Weiß Nottuln |          |
| C        | Cihan Yilmaz         | Berliner AK 07                    |          |
| A        | Kwaku Afriyie        | Bochum U19                        |          |
| C        | Konstantinos Bougias | Verl                              |          |
| D        | Adama Niang          | Bonner                            |          |

## Risultati

### Regionalliga

#### Girone di andata
| Arbitro: | Weiner |

|               |           |  |
| Salihović 27’ | Marcatori |  |

| 3 agosto 2005 2ª giornata |  | – turno di riposo |  |  |

| Arbitro: | Willenborg |

|                 |           |           |
| Weerman 9’, 45’ | Marcatori | 88’ Görke |

| Arbitro: | Schriever |

|  |           |             |
|  | Marcatori | 18’ Noutsos |

| Arbitro: | Fischer |

|                             |           |           |
| Noutsos 13’, 57’ Yilmaz 46’ | Marcatori | 2’ Coiner |

| Arbitro: | Gagelmann |

|                   |           |  |
| Reichenberger 65’ | Marcatori |  |

| Arbitro: | Schumacher |

|  |           |                                             |
|  | Marcatori | 24’ Toborg 59’ Iyodo 72’ Koitka 90’ Caspers |

| Arbitro: | Otte |

|                                 |           |  |
| Younga-Mouhani 43’ Boskovic 63’ | Marcatori |  |

| Arbitro: | Thielert |

|  |           |                         |
|  | Marcatori | 72’ Chitsulo 88’ Alushi |

| Arbitro: | Bornhöft |

|            |           |  |
| Meggle 88’ | Marcatori |  |

| Arbitro: | Gorniak |

|             |           |  |
| Heineke 85’ | Marcatori |  |

| Arbitro: | Kleve |

|                  |           |             |
| Stier 61’ (rig.) | Marcatori | 90’ Weerman |

| Arbitro: | Kuhl |

|                      |           |                         |
| Yilmaz 2’ Gockel 82’ | Marcatori | 11’ Pätz 38’ Schnetzler |

| Emden 22 ottobre 2005, ore 14:00 CEST 14ª giornata | Kickers Emden | 0 – 0 referto | Preußen Münster | Embdena-Stadion (2 500 spett.)\| Arbitro: \| Bartsch \| |
| Arbitro:                                           | Bartsch       |               |                 |                                                         |

| Arbitro: | Schempershauwe |

|                       |           |                             |
| Gockel 41’ Tammen 72’ | Marcatori | 39’ (rig.) Kullig 61’ Hesse |

| Arbitro: | Kempter |

|             |           |  |
| Podszus 81’ | Marcatori |  |

| Arbitro: | Henschel |

|             |           |                       |
| Weerman 17’ | Marcatori | 29’, 89’ (rig.) Mehic |

| Arbitro: | Perl |

|                                                    |           |  |
| Pfingsten-Reddig 3’ Gensler 33’, 57’ Policella 83’ | Marcatori |  |

| Arbitro: | Steinhaus-Webb |

|                   |           |                                     |
| Tammen 75’ (rig.) | Marcatori | 62’ Lartey 86’ De Wit 90’ Lazarević |

#### Girone di ritorno
| Arbitro: | Grudzinski |

|                   |           |                                           |
| Tammen 19’ (rig.) | Marcatori | 11’, 17’ Dejagah 35’ Salihović 77’ Chahed |

| 10 dicembre 2005 21ª giornata |  | – turno di riposo |  |  |

| Arbitro: | Bartsch |

|                  |           |               |
| Görke 88’ (rig.) | Marcatori | 86’ Brinkmann |

| Arbitro: | Fischer |

|  |           |           |
|  | Marcatori | 87’ Kunze |

| Arbitro: | Anklam |

|  |           |            |
|  | Marcatori | 85’ Gockel |

| Arbitro: | Stark |

|                                 |           |              |
| Tammen 18’ (rig.) Güvenışık 22’ | Marcatori | 28’ Feldhoff |

| Arbitro: | Kunsleben |

|  |           |                      |
|  | Marcatori | 53’ Tammen 81’ Cozza |

| Arbitro: | Rafati |

|            |           |                                      |
| Gibson 38’ | Marcatori | 34’ Boskovic 58’ van Lent 89’ Bilgin |

| Arbitro: | Schlutius |

|  |           |                         |
|  | Marcatori | 75’ Milde 90’ Güvenışık |

| Arbitro: | Seemann |

|                   |           |                             |
| Tammen 28’ (rig.) | Marcatori | 52’ Boll 81’ Mazingu-Dinzey |

| Arbitro: | Metzen |

|  |           |                     |
|  | Marcatori | 29’ Beer 53’ Probst |

| Arbitro: | Kleve |

|  |           |             |
|  | Marcatori | 55’ Artmann |

| Arbitro: | Pflaum |

|                |           |               |
| Hebestreit 80’ | Marcatori | 90’ Brinkmann |

| Arbitro: | Thielert |

|  |           |               |
|  | Marcatori | 26’ Stahlberg |

| Arbitro: | Gorniak |

|               |           |               |
| Hesse 5’, 19’ | Marcatori | 49’ Güvenışık |

| Arbitro: | Metzen |

|                               |           |  |
| Milde 40’ Niestroj 51’ (rig.) | Marcatori |  |

| Arbitro: | Kuhl |

|                 |           |                        |
| Stiepermann 60’ | Marcatori | 6’ Cozza 83’ Brinkmann |

| Arbitro: | Rafati |

|            |           |                      |
| Bäumer 34’ | Marcatori | 35’ Gensler 80’ Bork |

| Arbitro: | Kampka |

|            |           |                         |
| Döpper 60’ | Marcatori | 23’, 52’, 78’ Güvenışık |

## Statistiche

### Statistiche di squadra
| Competizione      | Punti | In casa | In casa | In casa | In casa | In casa | In casa | In trasferta | In trasferta | In trasferta | In trasferta | In trasferta | In trasferta | Totale | Totale | Totale | Totale | Totale | Totale | DR  |
| Competizione      | Punti | G       | V       | N       | P       | Gf      | Gs      | G            | V            | N            | P            | Gf           | Gs           | G      | V      | N      | P      | Gf     | Gs     | DR  |
| ----------------- | ----- | ------- | ------- | ------- | ------- | ------- | ------- | ------------ | ------------ | ------------ | ------------ | ------------ | ------------ | ------ | ------ | ------ | ------ | ------ | ------ | --- |
| Regionalliga nord | 42    | 18      | 5       | 2       | 11      | 20      | 32      | 18           | 7            | 4            | 7            | 17           | 17           | 36     | 12     | 6      | 18     | 37     | 49     | -12 |
| Totale            | 42    | 18      | 5       | 2       | 11      | 20      | 32      | 18           | 7            | 4            | 7            | 17           | 17           | 36     | 12     | 6      | 18     | 37     | 49     | -12 |

### Andamento in campionato
| Giornata  | 1  | 2  | 3  | 4 | 5 | 6 | 7  | 8  | 9  | 10 | 11 | 12 | 13 | 14 | 15 | 16 | 17 | 18 | 19 | 20 | 21 | 22 | 23 | 24 | 25 | 26 | 27 | 28 | 29 | 30 | 31 | 32 | 33 | 34 | 35 | 36 | 37 | 38 |
| --------- | -- | -- | -- | - | - | - | -- | -- | -- | -- | -- | -- | -- | -- | -- | -- | -- | -- | -- | -- | -- | -- | -- | -- | -- | -- | -- | -- | -- | -- | -- | -- | -- | -- | -- | -- | -- | -- |
| Luogo     | T  |    | C  | T | C | T | C  | T  | C  | T  | C  | T  | C  | T  | C  | T  | C  | T  | C  | C  |    | T  | C  | T  | C  | T  | C  | T  | C  | T  | C  | T  | C  | T  | C  | T  | C  | T  |
| Risultato | P  |    | V  | V | V | P | P  | P  | P  | P  | V  | N  | N  | N  | N  | P  | P  | P  | P  | P  |    | N  | P  | V  | V  | V  | P  | V  | P  | V  | P  | N  | P  | P  | V  | V  | P  | V  |
| Posizione | 14 | 16 | 10 | 7 | 7 | 8 | 11 | 12 | 14 | 14 | 12 | 13 | 13 | 14 | 13 | 14 | 15 | 16 | 17 | 18 | 18 | 18 | 18 | 17 | 16 | 16 | 16 | 16 | 16 | 15 | 16 | 16 | 16 | 16 | 16 | 16 | 16 | 15 |

Legenda:

Luogo: C = Casa; T = Trasferta. Risultato: V = Vittoria; N = Pareggio; P = Sconfitta.

### Statistiche dei giocatori
| K. Afriyie    | 10 | 0 | 1  | 0 |
| Ö. Aktas      | 6  | 0 | 0  | 0 |
| O. Beer       | 29 | 1 | 12 | 0 |
| K. Bougias    | 1  | 0 | 0  | 0 |
| A. Brinkmann  | 15 | 3 | 2  | 0 |
| S. Brox       | 0  | 0 | 0  | 0 |
| J. Bäumer     | 34 | 1 | 3  | 1 |
| D. Cozza      | 11 | 2 | 1  | 0 |
| R. Figueiredo | 3  | 0 | 0  | 0 |
| G. Fiore      | 12 | 0 | 0  | 0 |
| G. Gibson     | 11 | 1 | 3  | 1 |
| C. Gockel     | 33 | 3 | 6  | 1 |
| F. Gößling    | 36 | 0 | 1  | 0 |
| S. Güvenışık  | 11 | 6 | 2  | 0 |
| J. Heineke    | 28 | 1 | 8  | 0 |
| S. Kegel      | 14 | 0 | 2  | 0 |
| S. Kocholl    | 24 | 0 | 6  | 0 |
| S. Küsters    | 2  | 0 | 0  | 0 |
| T. Milde      | 21 | 2 | 2  | 0 |
| R. Niestroj   | 17 | 1 | 2  | 0 |
| A. Noutsos    | 17 | 3 | 4  | 0 |
| S. Plate      | 20 | 0 | 1  | 0 |
| D. Probst     | 30 | 1 | 7  | 0 |
| M. Schupp     | 16 | 0 | 2  | 0 |
| P. Schyrba    | 35 | 0 | 6  | 0 |
| A. Tammen     | 30 | 6 | 4  | 0 |
| D. Tsiflidis  | 0  | 0 | 0  | 0 |
| P. Weerman    | 15 | 4 | 3  | 1 |
| C. Yilmaz     | 19 | 2 | 2  | 0 |